# David Rath
David Rath (* 25. prosince 1965 Praha) je český lékař, odborář a politik, bývalý ministr a krajský hejtman, v letech 2019 a 2022 pravomocně odsouzený za korupci při zadávání veřejných zakázek. V letech 2006 až 2013 byl poslancem zvoleným na kandidátce České strany sociálně demokratické, jejímž členem byl v letech 2006–2012; od roku 2012 působil jako bezpartijní. Předtím byl v letech 1991–1994 členem ODS a v letech 1996–1997 strany SD-LSNS. V letech 2005–2006 zastával jako nestraník úřad ministra zdravotnictví v Paroubkově vládě. V polovině 90. let zakládal Lékařský odborový klub, jehož se stal předsedou, a poté byl v období 1998–2005 dvakrát zvolen do funkce prezidenta České lékařské komory.
Od listopadu 2008 do května 2012 stál jako hejtman v čele Středočeského kraje. Na mandát krajského zastupitele, a tím také hejtmana, rezignoval v souvislosti s korupční aférou.
V květnu 2012 byl zadržen protikorupční policií s vysokou finanční hotovostí a spolu s dalšími zadrženými obviněn ze spáchání trestných činů. Stal se historicky prvním českým poslancem vazebně stíhaným během výkonu mandátu. V červenci 2015 byl za korupci a manipulaci s veřejnými zakázkami v jedné části své korupční kauzy odsouzen k trestu odnětí svobody a propadnutí majetku. Rath se proti rozsudku odvolal, v červnu 2019 však soud jeho vinu pravomocně potvrdil. K výkonu tohoto trestu měl nastoupit do věznice na pražské Ruzyni. Dne 7. října 2019 se však rozhodl nastoupit do věznice v Teplicích, odkud však nakonec byl později převezen právě do Vazební věznice Praha Ruzyně.
Dne 11. ledna 2022 byl Rath podmíněně propuštěn z vězení po vykonání poloviny jeho sedmiletého trestu. Dne 21. června 2022 byl Rath pravomocně odsouzen v tzv. „druhé větvi“ korupční kauzy a původní trest mu byl ještě o rok prodloužen.
Dne 9. ledna 2023 Rath opět nastoupil do brněnské věznice, kvůli odsouzení v „druhé větvi“ korupční kauzy. Z výkonu tohoto trestu byl podmíněně propuštěn dne 16. května 2023.

## Životopis

### Vzdělání a pracovní kariéra
Středoškolské vzdělání získal v gymnáziu Nad štolou na Praze 7.
Po dokončení studia na Fakultě všeobecného lékařství (nynější 1. lékařská fakulta) Univerzity Karlovy v roce 1990 pracoval jako lékař-internista v pražské Všeobecné fakultní nemocnici, později na jednotce intenzivní péče ve Fakultní nemocnici v Motole. Byl šéflékařem záchranné služby Asociace samaritánů České republiky v Kralupech nad Vltavou. Působil na Interní klinice 2. lékařské fakulty Univerzity Karlovy jako odborný asistent. Kromě soukromé ambulantní praxe je jednatelem dvou firem.
V roce 2003 dospěla revizní komise České lékařské komory k závěru, že David Rath vystupoval jako licencovaný lékař, aniž by měl licenci, která by byla v souladu s Licenčním řádem lékařské komory. Revizní komise ČLK s předsedkyní MUDr. Martou Holanovou doslova tvrdila, že:
| „ | …k datu podání žádosti, žadatel (David Rath) nemohl splňovat podmínky stanovené tehdy platným Licenčním řádem ČLK o vydání Osvědčení o splnění podmínek k výkonu soukromé praxe člena ČLK v oboru interní lékařství. Jeho Osvědčení…bylo vydáno v rozporu s platnými stavovskými předpisy ČLK. | “ |

Stejné obvinění vznesla komise ohledně Rathovy žádosti ke splnění podmínek pro výkon vedoucího lékaře. Komise přišla na to, že Rath nesplnil podmínky tím, že uváděl „nepravdivé údaje“. Své tehdejší jednání David Rath později obhajoval slovy:
| „ | Byla to lež. Ale nebyl to podvod. Podvod je něco jiného než lež. Podvod by byl, kdybych se snažil něco získat na podkladě těchto informací. Můžete říct, že jsem se snažil získat výhodu, abych nemusel platit členské příspěvky. Ale já v té době neměl plat. Já jsem dělal práci doktora, ale nebyl jsem jako doktor zaměstnaný. Já nevím, proč mi pořád nerozumíte. | “ |

### Pravicový politik
V letech 1991 až 1994 byl členem ODS.

### Levicový politik
V roce 1995 založil Lékařský odborový klub, kterému do roku 1998 předsedal. Tvrdě kritizoval situaci ve zdravotnictví a uspořádal několik protestních stávek. V letech 1996–1997 byl členem a místopředsedou politické strany SD-LSNS, později nestraníkem.
Od listopadu 1998 do listopadu 2005 byl prezidentem České lékařské komory (ČLK).

### Ministr zdravotnictví
Dne 4. listopadu 2005 byl na návrh premiéra Jiřího Paroubka jmenován ministrem zdravotnictví. Jeho aktivita ve funkci ministra se záhy stala předmětem kontroverze.
Jmenování Davida Ratha do funkce ministra zdravotnictví provázela hlavně v říjnu a listopadu 2005 silná kontroverze a ostré spory politiků z části vedené i přes česká média, zejména jeho odvolání ředitelky Všeobecné zdravotní pojišťovny (VZP) Jiřiny Musílkové, změny politiky stanovování cen léků, posilování role státu ve zdravotnictví, odmítavý postoj vůči privatizaci a některé jeho velmi ostré mediální výroky.
Dne 20. října 2005 navrhl premiér Paroubek prezidentovi Ratha ke jmenování na post ministra zdravotnictví. Prezident Václav Klaus však téhož dne odmítl Ratha jmenovat, dokud se nevyřeší situace kolem jeho dalších funkcí, které v té době zastával (zejména jeho předsednictví ČLK). Rath v médiích reagoval na rozhodnutí prezidenta sérií ostrých výroků, mimo jiné prezidenta označil za „vrtošivého staříka“. Následujícího dne vicepremiér Zdeněk Škromach, který ministerstvo dočasně vedl, jmenoval Ratha prvním náměstkem ministerstva zdravotnictví s pověřením řídit úřad. Zejména pod vlivem průzkumu veřejného mínění (54 % dotazovaných vidělo mezi předsednictvím ČLK a postem ministra zdravotnictví „jasný střet zájmů“) nakonec 2. listopadu 2005 Rath z funkce prezidenta ČLK rezignoval. Nato jej prezident 4. listopadu jmenoval ministrem.
Dne 20. května 2006 dostal na mimořádné valné hromadě České stomatologické komory pohlavek od Miroslava Macka, vzápětí nato se oba muži pozuráželi a porvali. Případ se dostal do médií na celém světě. Macek svůj útok odůvodnil Rathovým předchozím výrokem, podle kterého si Macek vzal svou ženu pro peníze. Rath Macka za tento čin žaloval a pražský vrchní soud rozhodl v únoru 2009, že Macek je povinen se omluvit a navíc musí Rathovi vyplatit odškodnění ve výši 100 tisíc korun.
V roce 2009 zveřejnil deník Lidové noviny podezření, že Rath sám sobě neoprávněně udělil lékařskou atestaci, když využil pravidel přechodného období přístupu ČR k EU. Rath nikdy nepředložil dokumenty, které by toto tvrzení vyvracely, a na ministerstvu zdravotnictví potřebná dokumentace k udělení tzv. 2. atestace praktického lékaře také chyběla, jelikož byla podle tehdy platného nařízení ministra (Ratha) zničena nebo vrácena lékaři.

### Levicový poslanec
V květnu 2006 vstoupil do České strany sociálně demokratické. Ve volbách do Poslanecké sněmovny v roce 2006 byl volebním lídrem ČSSD v Praze a byl zvolen poslancem. Byl místopředsedou poslaneckého klubu ČSSD a stínovým ministrem zdravotnictví. Do 31. března 2009 byl předsedou zdravotního výboru sněmovny.
Jako poslanec (byl současně též předsedou Výboru pro zdravotnictví a místopředsedou Poslaneckého klubu ČSSD) ještě upevnil svou pověst bouřliváka a ostrého diskutéra, který dokázal vyvolat i vulgární reakce na svou osobu. Častými terči Rathova kritizování byli bývalý premiér Topolánek a bývalý ministr zdravotnictví Julínek. Před volbou předsedy sněmovny 29. června 2006 v průběhu ustavující schůze Poslanecké sněmovny D. Rath opakovaně nepřímo označil kandidátku a místopředsedkyni ODS Miroslavu Němcovou za „člověka formátu drobného kleptomana ze samoobsluhy“. V říjnu 2007 se při projednávání výživného pro děti v Poslanecké sněmovně otázal koaličních poslanců, zda jsou skutečně takové „chladnokrevné bestie“ bez smyslu pro empatii k lidem v nouzi. Jeden poslanec ODS ze sálu na něj adresoval nepublikovatelnou nadávku. V lednu 2008 během parlamentní interpelace se rozpoutala tvrdá hádka mezi ním a premiérem Topolánkem. Topolánek použiv citátu Landovy písně prohlásil, že „každé hovado má svůj strop“, ale Rath podle něj nikoliv. Rath na to zareagoval charakteristikou premiéra jakožto „absolutního krále všech hulvátů u nás i ve světě“.
Dne 4. června 2008 při projednávání Rathova vlastního návrhu zákona zakazujícího privatizaci nemocnic pronesl ministr Julínek narážky na Rathovo podnikání ve zdravotnictví. Rath se posléze Julínka zeptal, kolik mu platí farmaceutické firmy a nazval ho podle svého soudu „korupčníkem“, který dostává od farmaceutických firem úplatky. Předseda poslanců ODS Petr Tluchoř v reakci na Rathův výstup oznámil, že Poslanecký klub ODS podá návrh na disciplinární řízení mandátového a imunitního výboru s Rathem. Rath zareagoval slovy, že ODS by všechny opoziční představitele nejraději kriminalizovala a že je podle jeho soudu „nedemokratická totalitní strana“. Lidovecký poslanec Pavel Severa krátce na to Ratha obvinil, že podporuje výzvu, aby lidé na protest proti reformě přestali darovat krev. Rath toto tvrzení vyvrátil (neboť údajně neřekl, že podporuje bojkot darování krve, pouze ho chápe) a požádal Severu o omluvu, ten tak učinil. Severa ještě humorně dodal, že ač z Ratha jde prý strach, svou vlastní krev by mu daroval. Ten samý den po skončení schůze uspořádal Rath tiskovou konferenci, na které rozdal fotokopie výroční zprávy občanského sdružení Reforma zdravotnictví, ve které působil Tomáš Julínek. Ta měla dokazovat, že mezi sponzory sdružení patří i řada farmaceutických firem, které je dotují milionovými částkami. Rathovi jejich finanční dary připadaly jako úplatky, kterými by se měla zabývat policie. Žádné trestní oznámení ale nepodal.
Dne 12. června 2008 ve Sněmovně opozice blokovala jednání jako výraz protestu vůči nakonec odhlasovanému záměru vládní koalice ve změnách ve výborech (které se mají údajně dotýkat právě i Rathovy funkce předsedy Výboru pro zdravotnictví) a ve výsledku nerealizovanému nároku Strany zelených na šestého místopředsedu PS PČR. Rath tento den vystupoval se sáhodlouhými projevy, v jednom z nich se navážel do toho, že premiérova přítelkyně Talmanová je místopředsedkyně Sněmovny a stejnou funkci by měla získat i dnes už bývalá předsedkyně Poslaneckého klubu Strany zelených Kateřina Jacques, přítelkyně vicepremiéra Bursíka ze stejné strany. Na její adresu Rath prohlásil: „Já, kdybych večer uléhal, tak bych si říkal, o co je Lucie Talmanová horší než já?“, za což ho současně nazvali „dobytkem“ Jacques i ministr Nečas za Rathovými zády.
Dne 18. června 2008 prohlásila v rozhovoru pro rádio Frekvence 1 místopředsedkyně PS PČR za ODS Němcová, že by uvítala Rathův odchod z postu předsedy Výboru pro zdravotnictví, jelikož prý potlačuje hlasy koaličních poslanců a více upřednostňuje svou opoziční roli. Ratha podle vlastních slov její tvrzení o potlačování hlasů koaličních poslanců pobavilo, když koalice má ve výborech většinu. Podle něj mu Němcová připisuje „téměř nadpozemské schopnosti“ a že jde o mstu za to, že si „dovoluje ODS kritizovat“. Rath označil Němcovou za „produkt fanatické soudružky z ODS“, která nemá „rudou knížku, srp a kladivo, ale modrého ptáka a modrou knížku“. Podle Ratha osoby typu Němcové „nemají možnosti, jaké měla komunistická strana, ale rády by je měly“.

### Středočeský hejtman
V krajských volbách roku 2008 byl Rath lídrem kandidátky ČSSD ve Středočeském kraji. ČSSD v tomto kraji zvítězila a David Rath byl 24. listopadu 2008 zvolen hejtmanem, když v kraji vytvořil menšinovou sociálnědemokratickou radu podporovanou KSČM.
David Rath byl ve funkci hejtmana obviňován především z čistek, které provedl po svém nástupu do funkce hejtmana, a zároveň ze zneužívání svého postu, jelikož např. na webové stránky Středočeského kraje nechal umístit článek „Reakce Davida Ratha na nepravdivý článek v Lidových novinách“, který naprosto nesouvisel se správou kraje, ale pouze obhajoval osobu samotného Ratha v podezřelém sporu ohledně sporných lékařských atestací a pokoušel se zde opět obviňovat konkurenční ODS.
Podle Asociace krajů České republiky měl Středočeský kraj k 31. říjnu 2011 dluh 3,2 miliardy korun, nejvíce ze všech krajů, přičemž za vlády Davida Ratha došlo k ztrojnásobení dluhu. Rath odmítl, že by kraj zadlužil; dluhy prý ve skutečnosti zavinil jeho předchůdce Petr Bendl.

### Korupce při veřejných zakázkách
Dne 14. května 2012 byl Rath zadržen policisty, kteří prohledali jeho kancelář v budově hejtmanství v Praze. Policie ho zatkla podle svého vyjádření „bezprostředně po spáchání trestného činu“, kdy lze navzdory imunitě zadržet člena Parlamentu na základě článku 27, odst. 5 Ústavy. Poslanec měl u sebe částku 7 miliónů korun. Při domovních prohlídkách našla policie dalších 30 milionů korun v domě ředitelky kladenské nemocnice Kateřiny Pancové a v Rathově domě v Hostivici pak 10 milionů korun. Podle vyjádření ústecké krajské státní zástupkyně Lenky Bradáčové byl Rath také obviněn. Souhlas s jeho odevzdáním soudu vydala týž den předsedkyně Poslanecké sněmovny PČR Miroslava Němcová (ODS).
Spolu s dalšími zadrženými byl Rath podezřelý ze spáchání trestných činů poškození finančních zájmů Evropské unie (tj. mimo jiné: uvádění nepravdivých nebo hrubě zkreslujících údajů vztahujících se k výdajům z rozpočtu EU), přijetí úplatku, podplacení a sjednávání výhody při zadání veřejné zakázky, při veřejné soutěži a veřejné dražbě. Tyto činy byly spáchány v souvislosti s opravou buštěhradského zámku. Spolu s Rathem byli zadrženi také ředitelka kladenské nemocnice a členka předsednictva ČSSD Kateřina Pancová a její partner, bývalý poslanec a blízký Rathův spolupracovník Petr Kott. Dále byli v souvislosti s touto kauzou zadrženi: Jan Drážďanský, ředitel firmy Konstruktiva Branko, Tomáš Mladý, obchodní ředitel Konstruktivy Branko, Ivana Salačová, majitelka společnosti FISA, Lucie Novanská, členka představenstva ML Compet a Martin Jireš, předseda představenstva firmy Puro-Klima.
Dne 16. května 2012 rezignoval na funkci krajského zastupitele, středočeského hejtmana, vystoupil z ČSSD, zaniklo jeho členství v poslaneckém klubu ČSSD a odstoupil i z kandidátky ČSSD pro volby do Senátu a do krajských zastupitelstev, které se konaly na podzim 2012. Ve stejný den na něj byla uvalena vazba a došlo k jeho převezení do Vazební věznice Litoměřice. David Rath poté přišel o mandát zastupitele ve svém bydlišti v Hostivici u Prahy. Rath ještě kromě funkce poslance a zastupitele držel post předsedy regionální rady, která schvaluje evropské dotace.

#### Vazba
Poslaneckou sněmovnou byl 5. června 2012 vydán k trestnímu stíhání. Pro stíhání bylo 183 poslanců, proti dva, šest se zdrželo hlasování. Po svém zadržení strávil Rath více než rok ve vazbě. Dne 11. listopadu 2013 byl Vrchním soudem v Praze z vazby propuštěn. Jedno z předchozích rozhodnutí, kterým byla žádost o propuštění z vazby zamítnuta, ještě poté Ústavní soud zrušil s tím, že plynutím času dochází k zeslabení důvodů vazby a bylo proto porušeno právo Davida Ratha na soudní ochranu. Následně obdržel od státu finanční odškodnění. Korupční kauza byla rozdělena na dvě větve.

#### První větev korupční kauzy
První větev se zabývala úplatky při plánované opravě hostivického gymnázia a zámku v Buštěhradě.
Soudní proces u Krajského soudu v Praze byl zahájen 7. srpna 2013. Dne 23. července 2015 byl senátem Krajského soudu v Praze, který vedl Mgr. Robert Pacovský, odsouzen za zločin přijetí úplatku v pěti případech korupce a manipulace s veřejnými zakázkami k trestu odnětí svobody na 8,5 roku a se zařazením do věznice s dozorem. Státu mělo podle rozsudku připadnout téměř 22 milionů Kč z majetku, který Rath trestnou činností získal – 8,7 milionu Kč a 44,5 tisíce eur (asi 1,2 milionu korun) zajištěných v Hostivici, 5 milionů Kč na bankovním účtu Rathova advokáta Adama Černého a 7 milionů Kč v krabici od vína. Rozsudek nebyl pravomocný, Rath se proti němu odvolal.
Vrchní soud v Praze zrušil v prosinci 2016 rozsudky nad Rathem a dalšími obžalovanými z důvodu nezákonnosti odposlechů. Po stížnosti ministra spravedlnosti Roberta Pelikána však Nejvyšší soud v květnu 2017 odposlechy připustil jako zákonné.
Dne 27. června 2018 Krajský soud v Praze svůj verdikt zopakoval, Rath se opět odvolal. Dalším krokem v procesu bylo odvolací jednání na Vrchním soudu v Praze.
Dne 26. června 2019 Vrchní soud v Praze potvrdil Rathovu vinu, změnil pouze trest na 7 let odnětí svobody a peněžitý trest ve výši 10 milionů Kč.

#### Druhá větev korupční kauzy
Druhá větev se týká stavebních zakázek pro nemocnice v Mladé Boleslavi, Kolíně a Kladně a dodávky sanitek pro středočeskou záchrannou službu.
V srpnu 2015 navrhli kriminalisté obžalovat devět fyzických osob a osm firem. V březnu 2017 vrátil věc k došetření Krajský soud v Praze, zejména kvůli nezákonným odposlechům. V dubnu 2018 opět navrhli kriminalisté obžalovat fyzické osoby včetně Ratha a firmy ve stejném rozsahu jako dříve. V červenci 2018 podal státní zástupce Jiří Pražák obžalobu ke Krajskému soudu v Praze.
V lednu 2019 podal Rath žádost o přeložení kauzy k Městskému soudu v Praze z důvodu podjatosti, která byla zamítnuta.

### Kandidatura do zastupitelstva obce a do Senátu PČR 2018
Na konci července 2018 oznámil kandidaturu ve volbách do Senátu PČR v říjnu 2018, a to ve volebním obvodě č. 29 – Litoměřice, kde v tamní vazební věznici v letech 2012 až 2013 strávil 18 měsíců. Dominantním tématem jeho kampaně byly privatizace litoměřické nemocnice a migrace. Kandidoval za Českou Suverenitu, politickou stranu Jany Volfové. Zvolením by získal imunitu a Senát by tak musel rozhodovat o jeho vydání k trestnímu stíhání. Se ziskem 4,97 % hlasů skončil na 7. místě a senátorem se tak nestal.
Rath zároveň se svým uskupením Zdravá Hostivice kandidoval do zastupitelstva města Hostivice. Jako jediný z kandidátky se do zastupitelstva dostal, následně však soud neuznal hlasy pro část lidí z této kandidátky, kteří neměli ve městě k datu voleb trvalé bydliště. Po přepočítání tak zůstalo Zdravé Hostivici 1 532 hlasů místo původních 2 513 a uskupení tak ze zastupitelstva vypadlo.

### Kandidatura do Evropského Parlamentu 2019
Ve volbách do Evropského parlamentu v květnu 2019 kandidoval z pozice nestraníka jako lídr strany Česká Suverenita, ale zvolen nebyl.

## Politické názory
Názory Davida Ratha na spoluúčast pacientů a zavedení zdravotních poplatků v českém zdravotnictví jsou nekonzistentní. Nejdříve byl několik let zastáncem placení poplatků. Když se systémem poplatků přišel poprvé v roce 1996 tehdejší ministr zdravotnictví Jan Stráský, Rath souhlasil. Jen se mu zdál navrhovaný systém příliš komplikovaný. O rok později se připojil k názoru, že by se pacientovi za každé ošetření měla účtovat spoluúčast 15 až 20 procent. Jako předseda Lékařského odborového klubu se také podílel na návrhu, který počítal s až 20 procentní spoluúčastí pacienta za ošetření, poplatkem 55 Kč za jeden den pobytu v nemocnici, poplatkem 50 Kč za využití pohotovosti, poplatkem 5 Kč za lékařský recept a návrh také požadoval, aby pacienti platili 30 procent nákladů na převoz sanitou.
V říjnu roku 2005 se David Rath stal ministrem zdravotnictví a jeho názory na poplatky se začaly pomalu měnit. Zavedení poplatků v tehdejším volebním období nepokládal za pravděpodobné. Po dalších volbách ale poplatky připustil. „Jistě všichni zdravotničtí experti včetně mě se shodují, že regulační význam poplatků je veliký. Bez nich ten systém dlouhodobě nemůže fungovat vyrovnaně,“ řekl.
Poplatky v českém zdravotnictví poprvé prosadila vláda Mirka Topolánka. Přestože poplatky měly nižší výši než v předchozích Rathových návrzích, David Rath se stal jejich výrazným kritikem.

## Rodina a vztahy
David Rath žije střídavě s manželkou Evou, která je lékařkou, a se svou milenkou Renatou Horkou, jednatelkou farmaceutické firmy Stada Pharma CZ s. r. o. S každou má syna. Většinou žije u své přítelkyně. Obě ženy žijí v Hostivici u Prahy. Otcem Davida Ratha byl pražský lékař Ratmír Rath.

## Literární činnost
V roce 2003 vydal povídkovou knihu Zápisky lékaře z pozdní noci. Své odborné články a úvahy publikuje v denících, dříve též v časopise ČLK Tempus medicorum a v měsíčníku Osobní lékař, v němž působil jako vedoucí redakčního týmu. Od října 2006 provozoval svůj internetový deník Žhavý Dráth a své glosy publikoval i na blogu Aktualne.cz. Před volbami 2006 vydal knihu rozhovorů, které s ním vedl Václav Budínský, s názvem David Rath nejen o sobě, medicíně a politice. V září 2008 byla vydána kniha Síla argumentů obsahující některá sněmovní vystoupení, články a úryvky z rozhovorů s ním. V roce 2012 ve vazební věznici napsal knihu Přisedněte si, kterou vydala (9. října 2012) nakladatelka Petra Paroubková. V roce 2017 napsal David Rath svou prozatím poslední knihu Řád.